# Idles
Idles (Gestileerd als IDLES) is een Britse postpunkband in 2010 geformeerd door Jon Beavis, Joe Talbot, Adam Devonshire, Andy Stewart en Mark Bowen. Zij begonnen in de clubscene van Bristol, met het organiseren van een eigen evenement, Batcave genaamd. In de jaren hierna volgden enkele ep's, maar het was pas in 2017 dat ze hun debuutalbum Brutalism uitbrachten, dat met lovende kritieken onthaald werd. Gitarist Andy Stewart had de band toen al verlaten; hij was vervangen door Lee Kiernan. Sindsdien zijn er vier andere studioalbums en een livealbum uitgebracht.

## Personele bezetting
Huidige leden
- Joe Talbot – vocals (2010–heden)
- Adam Devonshire – bass (2010–heden)
- Mark Bowen – leidende gitaar (2010–heden)
- Jon Beavis – drums (2010–heden)
- Lee Kiernan – slaggitaar (2015–heden)

Voormalige leden
- Andy Stewart – gitaar (2010–2015)

## Discografie
Albums
- 2017: Brutalism
- 2018: Joy as an Act of Resistance
- 2019: A Beautiful Thing: Idles Live at le Bataclan
- 2020: Ultra Mono
- 2021: Crawler
- 2024: Tangk